# Lúčky (Žilina)
Lúčky é um município da Eslováquia, situado no distrito de Ružomberok, na região de Žilina. Tem 15,95 km² de área e sua população em 2018 foi estimada em 1.743 habitantes.

## Demografia
| Ano:        | 1994 | 2004   | 2014   | 2024    |
| ----------- | ---- | ------ | ------ | ------- |
| Broj ljudi: | 1720 | 1736   | 1818   | 1576    |
| Razlika:    |      | +0,93% | +4,72% | -13,31% |

| Ano:               | 2023 | 2024   |
| ------------------ | ---- | ------ |
| Número de pessoas: | 1597 | 1576   |
| Diferença:         |      | -1,31% |